# Juan León Mera
Juan León Mera (Ambato, 28 de juny de 1832 – 13 de desembre de 1894) fou un escriptor equatorià, el representant més destacat del novel·lisme del segle xix.
A més d'escriptor i pintor va exercir també de polític conservador. Va ser governador de la província de Cotopaxi, secretari del Consell d'Estat, senador, president de la cambra del Senat i del Congrés Nacional. Va crear la lletra de l'himne nacional de l'Equador, i va ser membre de la Real Academia Española de la Lengua. És considerat un dels precursors de la novel·la equatoriana per la seva famosa novel·la Cumandá publicada a Quito l'any 1879.
Altres obres de l'autor són Poesías (1858), Ojeada histórico-crítica de la poesía ecuatoriana (1868), La virgen del sol (1861) i Tijeretazos y plumadas (pòstuma, 1903).